# راج بریتانیا
هند بریتانیا یا راج بریتانیا (راج در زبان سانسکریت به معنای حکومت است) حکومت تاج‌و‌تخت بریتانیا بر شبه‌قاره هند، از سال ۱۸۵۸ تا ۱۹۴۷ بود. این حکومت به نام‌های حکومت تاج در هند و منطقه حکومتی در هند نیز شناخته می‌شد. منطقه‌ای که تحت کنترل بریتانیا بود معمولاً هندوستان نامیده می‌شد شامل مناطقی بود که مستقیماً توسط بریتانیا اداره و در مجموع هند بریتانیایی نامیده می‌شدند. مناطقی که تحت حکمرانی بومی اداره می‌شدند اما تحت سرپرستی یا برتری بریتانیا بودند، به نام ایالت‌های شاهزاده‌ای شناخته‌ می‌شدند. این منطقه همچنین گاه امپراتوری هند نامیده می‌شد اما نه به‌طور رسمی.
این حکومت به عنوان هند از اعضای بنیانگذار جامعه ملل، از شرکت کنندگان بازی‌های المپیک تابستانی در سال‌های ۱۹۰۰، ۱۹۲۰، ۱۹۲۸، ۱۹۳۲ و ۱۹۳۶ و از اعضای بنیانگذار سازمان ملل متحد در سال ۱۹۴۵ در سان فرانسیسکو بود.
این حکومت در ۲۸ ژوئن ۱۸۵۸، هنگامی که پس از شورش‌های ۱۸۵۷ در هند، حکومت کمپانی هند شرقی بریتانیا به شخص ملکه ویکتوریا منتقل شد (که در سال ۱۸۷۶، امپراتریس هند نامیده شد)، ایجاد شد. این نظام تا سال ۱۹۴۷ ادامه داشت و پس از آن به دو کشور تقسیم شد:
- قلمروی هند (که بعدها به جمهوری هند تبدیل شد)
- قلمرو پاکستان (بعدها به جمهوری اسلامی پاکستان تبدیل شد و قسمت شرقی آن (پاکستان شرقی) نیز بعداً از پاکستان جدا شد و در سال ۱۹۷۱ تبدیل به جمهوری خلق بنگلادش شد)

در اوایل عمر حکومت، در سال ۱۸۵۸، برمه سفلی قبلاً بخشی از هند بود. در سال ۱۸۸۶، برمه علیا نیز به قلمروی راج اضافه شد و اتحاد حاصل از آن برمه یا میانمار، تا سال ۱۹۳۷ به عنوان یک استان خودمختار در هند اداره می‌شد اما بعد از آن از هند جدا و به مستعمره جداگانه بریتانیا تبدیل شد و در سال ۱۹۴۸، استقلال خود را از بریتانیا به‌دست آورد.

## وسعت جغرافیایی
راج بریتانیا تقریباً شامل تمام هند، پاکستان، میانمار و بنگلادش امروزی به جز مناطقی چون گوا و پوندیچری که مستعمرات دیگر ملت‌های اروپایی بودند، می‌شده‌ است. این مناطق بسیار متنوع هستند و شامل کوه‌های هیمالیا، دشت‌های حاصلخیز سیلابی، جلگه سند و گنگ، یک خط ساحلی طولانی، جنگل‌های خشک استوایی، مناطق مرتفع و بیابان تار می‌شوند. علاوه بر این‌ها در برهه‌های زمانی مختلف کمپانی هند شرقی شامل عدن (از ۱۸۵۸–۱۹۳۷)، برمه سفلی (۱۸۵۸–۱۹۳۷)، برمه علیا (۱۸۵۸–۱۹۳۷)، سومالی‌لند (۱۸۸۴–۱۸۹۸) و سنگاپور (۱۸۵۸–۱۸۶۷) می‌شد. برمه از هند جدا شد و به‌طور مستقیم توسط پادشاهی بریتانیا از سال ۱۹۳۷ تا زمان استقلالش در سال ۱۹۴۸ به عنوان مستعمره‌ای جداگانه اداره می‌شد. کشورهای ساحل آشتی خلیج فارس، دولت‌های مقیم خلیج فارس، ایالت‌های شاهزاده‌ای و همچنین استان‌های هند بریتانیا تا سال ۱۹۴۷ جزو این حکومت بودند و از روپیه به عنوان واحد پول خود استفاده می‌کردند.

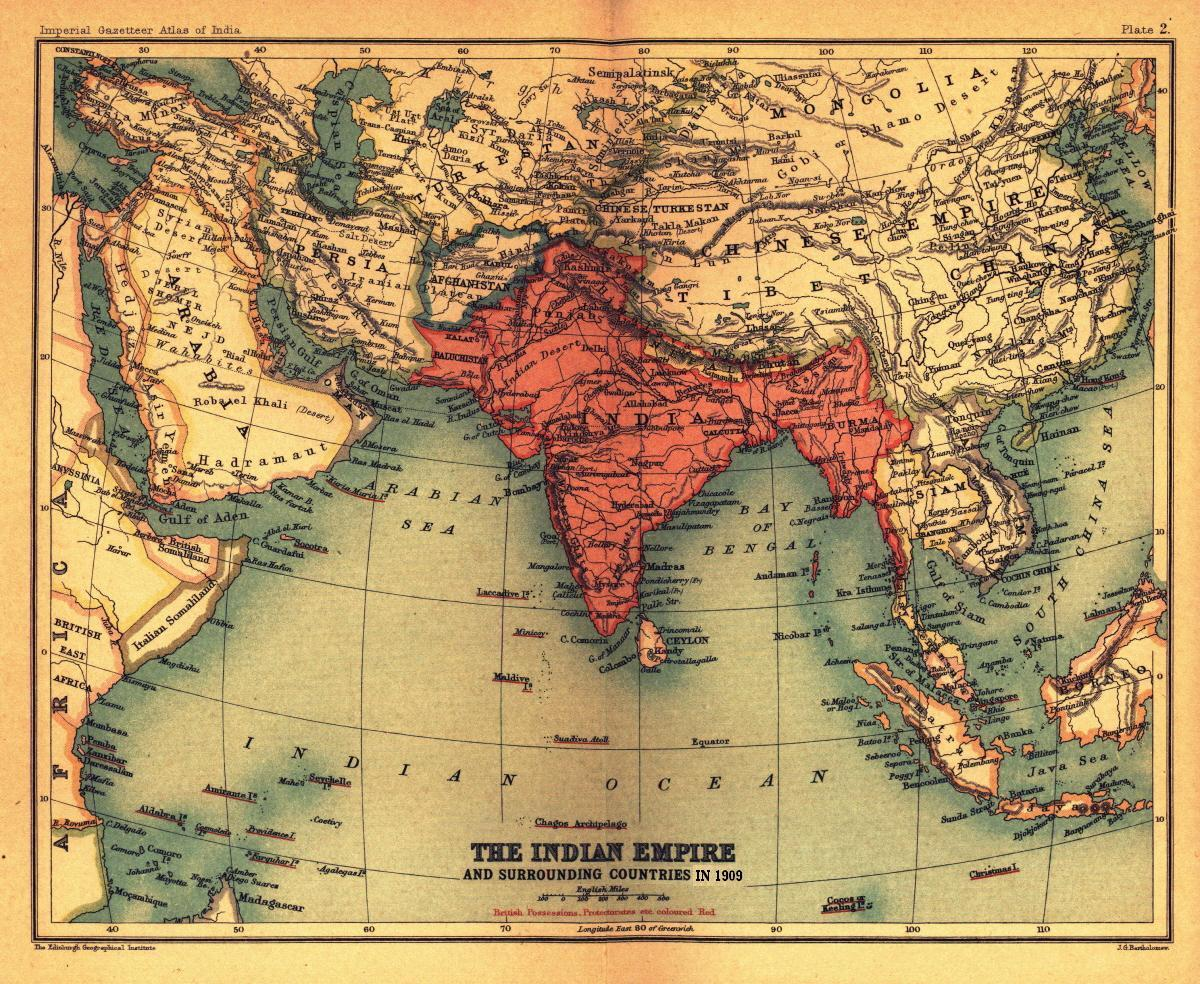
هند بریتانیا در سال ۱۹۰۹

## ارکان
- پلیس سلطنتی هند